# وسترفیلد
وسترفیلد (به انگلیسی: Westerfield) یک روستا و محله مدنی در بریتانیا است که در Suffolk Coastal واقع شده‌است. وسترفیلد ۴۴۲ نفر جمعیت دارد.